# Acedera
Acedera là một đô thị ở tỉnh Badajoz, cộng đồng tự trị Extremadura, Tây Ban Nha. Theo điều tra dân số 2010 của Viện thống kê Tây Ban Nha (INE), đô thị này có dân số là người. Diện tích đô thị này là ki-lô-mét vuông. Đô thị này nằm ở độ cao m trên mực nước biển.